# Katie Lou Samuelson
Katie Lou Samuelson (ur. 13 czerwca 1997 w Fullerton) – amerykańska koszykarka występująca na pozycji skrzydłowej, reprezentantka kraju, obecnie zawodniczka Los Angeles Sparks w WNBA.
W 2015 została wybrana najlepszą zawodniczką amerykańskich szkół średnich (według Gatorade, USA Today, McDonald’s, WBCA i kapituły Naismitha) oraz stanu Kalifornia (USA Today, Gatorade - 2014, 2015). Zaliczono ją do I składu najlepszych zawodniczek w kraju. Poprowadziła swoją szkolną drużynę do mistrzostwa ligi Trinity oraz mistrzostwa stanu, notując 24,9 punktu i 8,5 zbiórki na mecz. Ustanowiła też wiele rekord ligi oraz drużyny.
Jej starsze siostry – Bonnie i Karlie są także profesjonalnymi koszykarkami. Jej matka – Karen uprawiała netball.
21 sierpnia 2019 została zawodniczką francuskiego Flammes Carolo Basket Ardennes.
14 lutego 2020 trafiła w wyniku wymiany do Dallas Wings. 10 lutego 2021 trafiła w wyniku wymiany do Seattle Storm. 3 lutego 2022 została wytransferowana do Los Angeles Sparks. 15 maja 2022 przedłużyła umowę z klubem.

## Osiągnięcia
Stan na 30 czerwca 2022, na podstawie, o ile nie zaznaczono inaczej.

### NCAA
- Mistrzyni:
  - NCAA (2016)
  - turnieju konferencji American Athletic (AAC – 2016–2019)
  - sezonu regularnego AAC (2016–2019)
- Uczestniczka rozgrywek NCAA Final Four (2016–2019)
- Koszykarka roku AAC (2017, 2018)
- Most Outstanding Player (MOP=MVP) turnieju AAC (2017)
- Najlepsza pierwszoroczna zawodniczka NCAA (2016 przez ESPNW)
- Zaliczona do:
  - I składu:
    - All-American (2017 przez WBCA, Associated Press, USBWA, 2018 przez WBCA, Associated Press, USBWA, 2019 WBCA)
    - AAC (2017–2019)
    - turnieju:
      - AAC (2017, 2018)
      - NCAA Albany Regional (2019)

    - najlepszych pierwszorocznych zawodniczek AAC (2016)

  - II składu All-American (2019 przez USBWA)
  - III składu All-American (2019 przez Associated Press)

### WNBA
- Zdobywczyni pucharu WNBA Commissioner’s Cup (2021)[7]

### Drużynowe
- Mistrzyni Hiszpanii (2021, 2022)
- Wicemistrzyni Euroligi (2021)
- Zdobywczyni Pucharu Hiszpanii (2022)

### Indywidualne
- MVP finałów ligi hiszpańskiej (2021)
- Zaliczona do I składu Euroligi (2021)[8]

### Reprezentacja
- Mistrzyni:
  - świata:
    - U–17 (2014)
    - U–18 3x3 (2013)

  - Ameryki:
    - 2019[9]
    - U–16 (2013)
    - U–18 3x3 (2013)
- Zaliczona do I składu mistrzostw świata U–17 (2014)